# Champsecret
Champsecret é uma comuna francesa na região administrativa da Normandia, no departamento Orne. Estende-se por uma área de 44,17 km². Em 2010 a comuna tinha 920 habitantes (densidade: 20,8 hab./km²).